# 巴勒斯坦國
巴勒斯坦國（羅馬化：Dawlat Filasṭīn），通稱巴勒斯坦（阿拉伯语：فلسطين），是西亚西部巴勒斯坦地区的有限承認国家。巴勒斯坦國由約旦河西岸地區和加沙地帶這兩塊土地所組成，主張首都為耶路撒冷，政府實際所在地則為拉姆安拉。然而，巴勒斯坦國長期面臨與以色列的領土爭端。
巴勒斯坦地區自中世紀以來由鄂圖曼帝國統治，一戰終結帝國解體後由國際聯盟交予英國治理，期間歐洲、中東及北非的猶太社群陸續遷至英屬巴勒斯坦託管地，這引發了當地阿族的抗爭與起事，而二戰後英國欲結束託管，聯合國通過分治方案，主張按分佈與比例分別建立猶太與阿拉伯國家各一。1948年以色列旋即先宣布建國，中東阿拉伯諸國隨後對其宣戰而導致談判無限期延後；而以色列於1967年六日戰爭爆發後，更擊退埃及及約旦軍隊並佔領西岸、加沙。
自1988年法塔赫發表《巴勒斯坦獨立宣言》後，巴勒斯坦成立至今已陸續獲138個聯合國國家承認。該國現由巴勒斯坦解放组织為首組建的民族政府宣稱全部主權，但其領土自贖罪日戰爭後仍受以色列不同程度上的軍事佔領和控制，尤其加薩走廊則由哈瑪斯勢力分別掌管，至今雙方仍常有衝突。

## 历史

### 古代、中世紀至近代
公元前20世纪前后，闪米特族的迦南人定居在勒凡特南部（迦南）的沿海平原。前12世纪开始，犹太人的祖先以色列众部落迁此并在东部山地定居。大概同一时代，非利士人作为海上民族的一支，自爱琴海一带迁至迦南，并在迦南东南部沿海建立若干城邦，史称五城（亚实基伦、亚实突、以革伦、迦特和迦萨）。一般认为，早期的非利士人可能来自克里特岛（参见《阿摩司书》第九章第七节）。以色列部落与非利士人一直处于对峙状态（见希伯来圣经《撒母耳记》中的相关叙述）。非利士人于公元前7世纪被亚述人所灭，并从大部分史书中消失。以色列于前11世纪建立统一的王国，公元前935年所罗门国王死后分裂为北部的以色列王国和南部的犹大王国，后来亚述帝国薩爾貢二世于前721年灭北方以色列王国，巴比伦帝国尼布甲尼撒二世于前586年灭南方犹大王国。此地区后成为波斯帝国、亚历山大马其顿帝国、塞琉古帝国统治。在这些政权的统治下，该地区一般称为撒马利亚和犹太地。公元前63年，罗马共和国的格奈乌斯·庞培率军占领了此地。原来定居在此的迦南人多在古以色列建国前后被消灭或被以色列奴役后犹太化（参见圣经《约书亚记》）。约100年后，至罗马帝国时期，犹太人的半独立地位被剥夺并遭到驱除。为消除犹太人的影响，罗马帝国开始使用巴勒斯坦一名来泛指这一地区，但定义的区域模糊，同期至少有十个以上的名称也同时使用。巴勒斯坦这一名称正式的启用开始于1918年，即英国建立的英属巴勒斯坦托管地。
4世纪罗马帝国分裂为西罗马帝国与东罗马帝国后，此地属于东罗马帝国叙利亚南部的一部分。公元638年，阿拉伯穆斯林军队占领耶路撒冷和周边地区。十字军东征期间，又被十字军反复占领过近200年。1187年的哈丁战役后，萨拉丁取得对此地大部分地区的控制权。1260年至1300年之间的部分时间，蒙古人曾短暂的控制过此地，13世纪末又被埃及的马木留克王朝所占领。

### 鄂圖曼帝國
1516年，奥斯曼土耳其帝国开始统治耶路撒冷和附近的大片领土，直到第一次世界大战。1918年大战结束后，英国占领了全境，正式称为巴勒斯坦。这个时期的巴勒斯坦人包括阿拉伯人、犹太人、奥斯曼人和撒馬利亞人等多个民族。
一战期间的1915年，在时任英国第一海軍大臣邱吉爾的主导下，英法军队对奥斯曼帝国发动了加里波利之战，遭遇惨败。在随后的1915年7月至1916年1月间，英国高级专员亨利·麦克马洪与地方首领侯赛因·本·阿里互通信函，达成著名的麦克马洪-侯赛因协定，英国也派遣陆军中尉托马斯·爱德华·劳伦斯（即阿拉伯的劳伦斯）前往中东，组织当地以贝都因人部落为主的军事力量与奥斯曼帝国作战，有效削弱了奥斯曼帝国的势力。1916年5月16日，英國的中東專家馬克·賽克斯和法國外交官弗朗索瓦·皮科又签订了賽克斯-皮科協定，以图获得法国中东军事力量的支持。1917年一战尚未结束时，英国外长贝尔福发表《贝尔福宣言》：「國王陛下政府贊成猶太人在巴勒斯坦內建立一個民族之家，並會盡力促成此目標的實現，但要清楚明白的是，不得有任何行為，是可能會傷害已經存在於巴勒斯坦的非猶太社群的宗教權利，以及猶太人在其他國家享有的各項權利和政治地位。」贝尔福试图获得犹太人支持。此时犹太人在约旦河西岸今巴以地区只拥有少量土地，人口不足10%。但由于猶太人在該地區發展工業，引發大量阿拉伯勞工擁入，使得阿拉伯人口佔絕大多數，把原有的貝都因人排擠成絕少數。在战中，英国向阿拉伯人、法国、犹太人三方允诺了存在矛盾的对当时奥斯曼帝国领土的划分。

### 英國託管
一战结束后，奥斯曼帝国完全退出中东地区并于1923年瓦解，而阿拉伯部落之间纷争不断，最后1918年默认由英国占领。1920年，国际联盟委托英国管辖巴勒斯坦地区。1922年英国将托管地以约旦河为界，划分为两部分：东部（现约旦）由与劳伦斯并肩作战的哈希姆家族管理；西部由英国管理，此地区遂被正式称为巴勒斯坦地区，尚未成为受各国承认的国家，此时犹太居民占总人口11%。
在英国支持下，犹太人掀起第三和第四次“回归浪潮”，1931年，犹太人口上升为17%，導致與當地的阿拉伯人爆發衝突。泛阿拉伯主義者对此不满，阿敏·阿·侯賽因在1920年发动巴勒斯坦阿拉伯人暴動。1933年，纳粹在德国上台，引发第五次犹太人“回归浪潮”，1937年至1948年犹太复国主义者多次发动恐怖袭击，在1936年至1939年有數場流血暴動發生。對此英國在1939年頒布一份白皮書，規定1939年后的5年內猶太人可再移民75,000人，此后不再接受猶太移民。這份白皮書被許多猶太人和錫安主義者視為是對猶太人的背叛，並且認為那違背《贝尔福宣言》。阿拉伯人的抵抗也並沒有就此平息，他們希望完全停止猶太人的移民。 

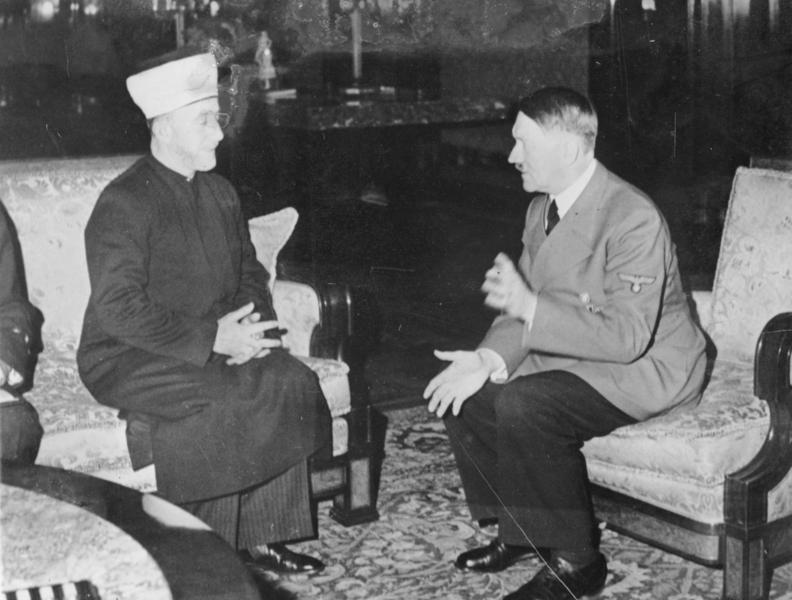
巴勒斯坦民族主义者和宗教领袖阿明·侯赛尼與希特勒進行會談(1941年11月28日)

1940年，犹太人已占当地居民总数的30%。后来在欧洲发生的1941年纳粹“猶太人最終解決方案”，进一步推动犹太人“回归”。1944至1948年之间，約20万犹太人通过各种途径辗转来到巴勒斯坦地区。第二次世界大战结束后，至1945年，巴勒斯坦地区已经有60万犹太居民，接近当地居民的三分之一；根据不同统计口径，当时犹太人拥有7.4%或約6%的土地，阿拉伯人擁有11.6%或約46%的土地，外籍人士拥有6.9%的土地，公共及其他土地（包括政府擁有的地區和未開墾土地）占70.6%或約48%，實際上是貝都因人的半沙漠游牧地區。

### 以色列建國
二戰後，英國於1947年2月18日將巴勒斯坦問題提交聯合國，聯合國大會於1947年11月29日通過聯合國大會181號決議。該決議提出在原英國巴勒斯坦託管地建立兩個國家，一個是猶太國，另一個是阿拉伯國。猶太人接受此決議而阿拉伯國家拒絕接受。1948年5月14日，英國結束對巴勒斯坦地區的委任統治。猶太人依照聯合國181號決議宣布以色列建國。隨即阿拉伯联盟国家埃及、伊拉克、黎巴嫩、叙利亚以及外约旦（1950年改称约旦）的军队相继進入巴勒斯坦地區，同时，阿拉伯联盟发表声明對以色列宣戰，第一次中东战争由此爆发。
1967年，巴勒斯坦阿拉伯区面积6,242平方公里，包括约旦河西岸地区5,879平方公里（其中死海面积220平方公里），及加沙地带363平方公里。巴勒斯坦阿拉伯区边境被以色列完全控制，包括与约旦间隔的约旦河，并无独立的海陆空边境管辖权，其水电、粮食、日用品、医疗等仍然依赖劳务输出和国际援助，向以色列购买。

### 巴勒斯坦建國
1988年11月15日，在阿爾及利亞首都阿爾及爾舉行的巴勒斯坦全國委員會第19次特別會議通過《獨立宣言》，巴勒斯坦解放组織宣布在巴勒斯坦土地上建立首都為耶路撒冷的巴勒斯坦国。在國際承認巴解的情況下，該國已與世界上多數國家建立正式外交關係。
因內部兩大勢力嚴重不和，在2007年加沙之戰後形成分裂局面，其中巴勒斯坦伊斯蘭抵抗運動（即「哈马斯」）佔有加沙地帶，以加沙地带政府管理該地；而巴勒斯坦民族解放運動（即「法塔赫」）主導的巴勒斯坦自治政府則管治約旦河西岸。
2011年10月31日，聯合國教科文組織通過投票表決，接納巴勒斯坦為該組織正式會員，這是巴勒斯坦首次以正式成員國的身份加入聯合國機構。

2012年11月29日聯合國大會表決巴勒斯坦國升格為「非會員觀察國」的提案时，雖遭美國和以色列強烈反對，仍以138票支持，41票棄權、9票反對的票數通過了67/19号决议。
截至2015年9月，已经有136个联合国正式会员国（占联合国会员国总数的70.5%）承认巴勒斯坦國为一个獨立國家。
對於巴勒斯坦目前是否符合《蒙特維多公約》中的國家定義，學者們有不同的看法。一些人認為符合，而另一些人則認為巴勒斯坦的狀況不符合《蒙特維多公約》的要求。例如巴勒斯坦是否有「一定界限的領土」？因為巴勒斯坦所宣稱的領土，有許多被以色列佔領，無法確認領土範圍。也有人反對使用《蒙特維多公約》來確定國家地位，並稱巴勒斯坦主張國家地位的最大希望是透過國際承認。
不過，國家擁有國家地位，無論是基於《蒙特維多公約》的國家定義或者經由普遍的國際承認，不代表就能成為聯合國的會員國。由於以巴衝突和紛爭尚未得到解決，巴勒斯坦目前仍無法加入聯合國。當一個國家申請加入聯合國，必須得到聯合國安理會15個成員國中至少9個成員國的批准才能通過。而如果5個常任理事國中的任何一個否決了申請，該申請國也無法加入，在這之後必須獲得聯合國大會2/3多數支持。

### 现代
一战中，1915年，在邱吉尔的主导下，英法军队对奥斯曼帝国发动了加里波利之战，遭遇惨败。随后英国军官，阿拉伯的劳伦斯，组织当地以贝都因人部落为主的军事力量与奥斯曼帝国作战，有效削弱了奥斯曼帝国的势力。一战结束后，奥斯曼帝国完全退出此地区并于1923年瓦解，而阿拉伯部落之间纷争不断，最后1918年默认由英国占领。1920年，国际联盟委托英国管辖巴勒斯坦地区。1922年英国将托管地以今约旦河为界，划分为两部分：东部（现约旦）由与劳伦斯并肩作战的哈希姆家族管理，西部由英国管理。此时西部犹太居民占总人口11%。
1917年至1948年间，大量犹太人從歐洲、中東及北非涌入巴勒斯坦託管地，加入19世纪移民来的犹太人，建立新的城市如西耶路撒冷和特拉维夫。1947年2月18日，英國外交大臣歐內斯特·貝文於議會下院表示將巴勒斯坦問題提交聯合國。4月2日，英國正式向聯合國提出將巴勒斯坦問題列入會議日程的請求。1947年11月29日，联合国大会通过181号决议，在巴勒斯坦分别建立一个犹太国和一个阿拉伯国。根据该决议，当时拥有巴勒斯坦地区7.4%的土地、占巴勒斯坦人口1/3的犹太人可得到该地区56%的土地（约1.52万平方公里），包含内盖夫沙漠；而占巴勒斯坦人口2/3的阿拉伯人则可得到该地区43%的土地（约1.15万平方公里）。犹太人接受该决议并宣布在第二年建国；阿拉伯人认为联合国无权干涉，故拒绝了该决议；托管方英国则对决议投弃权票。
1948年5月14日以色列建国，随后爆发了第一次中东战争，阿拉伯联军战败，阿拉伯人控制的土地面积由1947年联合国大会181号决议规定的1.15万平方公里下降到1.05万平方公里。第一次中东战争结束之后，约旦占领了约旦河西岸的部分巴勒斯坦土地，并于1950年宣称将其合并为约旦王国，这一地区包含了大部分的阿拉伯人，约旦将其纳为正式的约旦公民。约以双方以“绿线”划分实际占领区，与联合国决议划定的巴以分治国土已相差甚远。至2019年，约旦仍视约旦河西岸绿线东部为其领土，因此从约旦北部的艾伦比口岸入境以色列时，约旦不视为从约旦王国出境；而在南方的约以口岸，约旦则视为两国的边界口岸。 
1956年与1967年分别爆发了第二次中东战争和第三次中东战争。以色列入侵埃及和叙利亚，1967年6月10日以色列宣布正式停火时，巴勒斯坦全境包括约旦河西岸和耶路撒冷已被以色列完全占领，巴勒斯坦地区以外，埃及的西奈半島、约旦的约旦河西岸和叙利亚的戈蘭高地也被以色列占领。
1973年，以色列遭到埃及和叙利亚入侵，分別攻擊六年前六日战争中被以色列佔領的西奈半島和戈蘭高地，第四次中东战争爆发。第四次中东战争使得100多万阿拉伯人逃出巴勒斯坦地区世代居住的家园躲避战乱，战争结束后，以色列拒绝这些的逃离的居民返回家园，沦为难民。阿拉伯国家如埃及和叙利亚接受了部分难民，但没有义务为难民提供公民权，而以色列仅承认约旦河西岸未逃离的阿拉伯人有永久居留权，但不提供公民的权益。
1964年5月28日，巴勒斯坦解放组织成立。1964年9月，第二次阿拉伯国家首脑会议一致承认巴勒斯坦解放组织为巴勒斯坦人民的代表。1974年10月，在拉巴特召开的第七次阿拉伯国家首脑会议强调指出，巴勒斯坦解放组织是巴勒斯坦人民的唯一合法代表。1976年9月巴解组织成为阿拉伯联盟正式成员。1974年11月22日，联合国大会通过决议，邀请巴勒斯坦解放组织以常驻观察员身份参加联合国大会的会议和工作，并参加联合国大会和联合国其他机构发起的所有国际会议。
1988年11月，在阿尔及尔举行的巴勒斯坦全国委员会第19次特别会议宣布成立巴勒斯坦国。
1993年8月20日，以色列與巴解組織在挪威首都奧斯陸會面達成協議，相互承認對方政治地位。
1994年5月4日，巴勒斯坦解放组织和以色列在开罗签署了具有历史意义的《关于在加沙和杰里科实行有限自治的协议》，1994年5月12日，巴勒斯坦民族权力机构成立。1994年到1995年，以色列国防军撤出了69%的加沙地带和90%以上的约旦河西岸地区，但約旦河沿岸及邊境仍由以色列控制，以色列仍維持保安部隊。2005年，以色列进一步从加沙撤军，但是依然控制加沙的海岸线以及加沙与埃及之间的一个狭长区域。
2007年6月，哈马斯通过加沙之战从法塔赫手中夺得加沙的控制权。
2012年11月29日，联合国大会通过67/19号决议授予巴勒斯坦国非会员观察员国地位，巴勒斯坦並獲得可於國際刑事法庭控告以色列的權利。
2016年12月23日，联合国安全理事会以14票支持、0票反對、1票（美國）棄權，通过第2334號決議，要求以色列立即和完全停止在包括东耶路撒冷在内的所有巴勒斯坦领土上的定居点活动。美国一改以往做法，在本次決議案投票时弃权。2016年12月民主黨總統敗選後此案提出，安理會常任國無人反對所以通過，此決議等於宣佈約旦河西是以色列強佔的巴勒斯坦領土，這是1979年以來美國首次沒有行使否決權阻礙聯合國通過譴責以色列的決議案；以色列對此強力反彈，隨後以色列針對提案國、贊成國都暫停外交或外貿交流。
2024年2月18日、2月21日，以色列內閣和以色列議會相繼表示反对國際社會单方面承认巴勒斯坦国。
2024年5月10日，聯合國大會第十届紧急特别会议以143票赞成、9票反对、25票弃权通过决议，認為巴勒斯坦国符合《联合国宪章》 第四条规定的联合国会员国资格，应被接纳为联合国会员国。决议建议安理会重新“从有利角度”审议巴勒斯坦以会员国身份加入联合国的申请，還赋予巴勒斯坦从2024年9月大會第79届会议开幕以后、参加联合国会议时的一系列权利和特权，包括其坐席安排和在发言名单上的顺序。

給予觀察國地位的67/19号决议表决：
赞成
反对
弃权
未出席
非成员

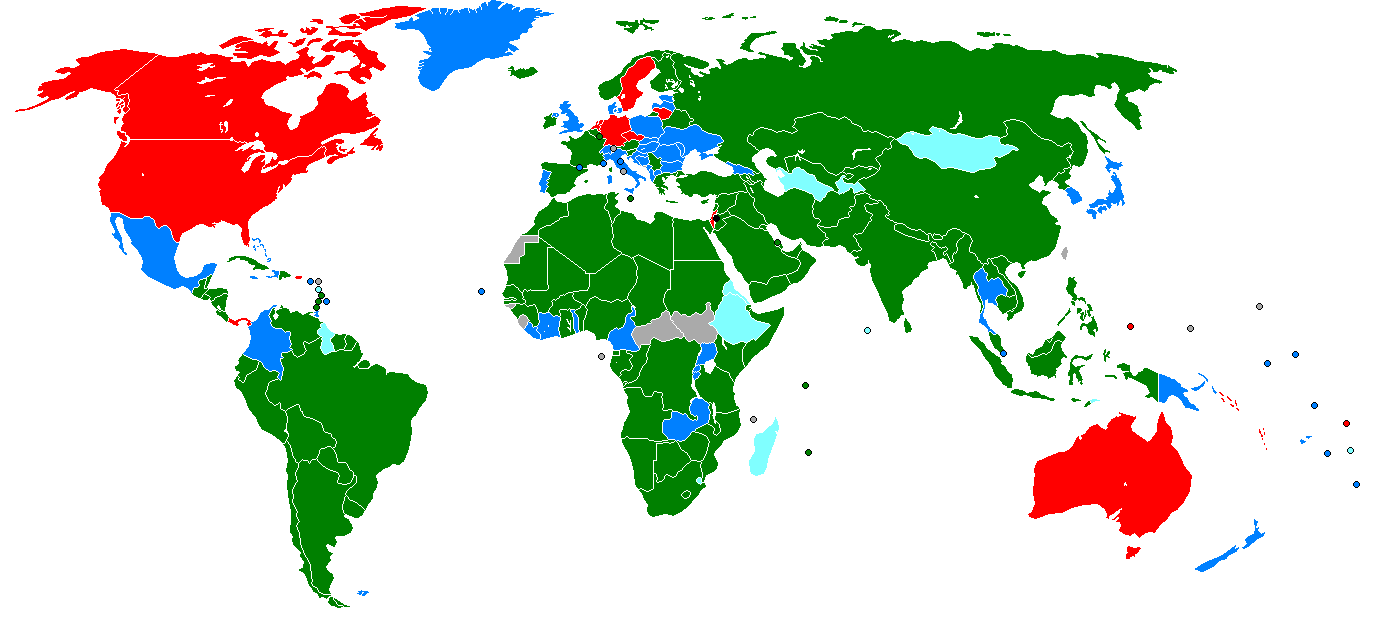
加入教科文組織的表决:
赞成
反对
弃权
未出席
非成員

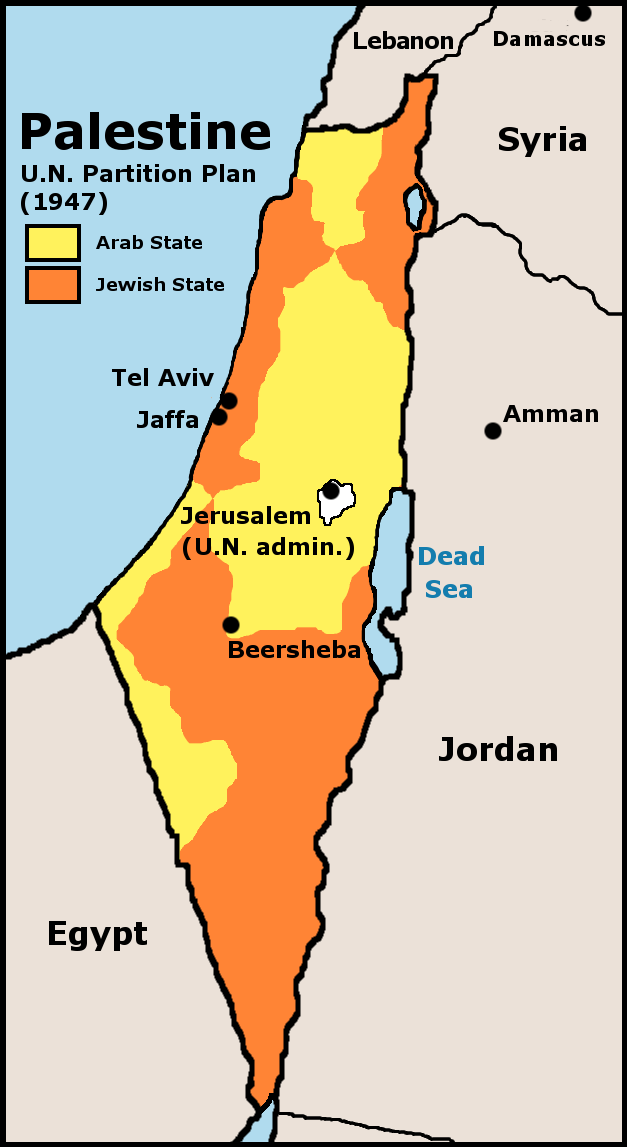
联合国1947年最初提議的分割方案，联合国1947年181号巴以分治决议认定的分割方案。
1947年，联合国对巴勒斯坦地区的分区，计划1949年以后，实现停战并分别建国。
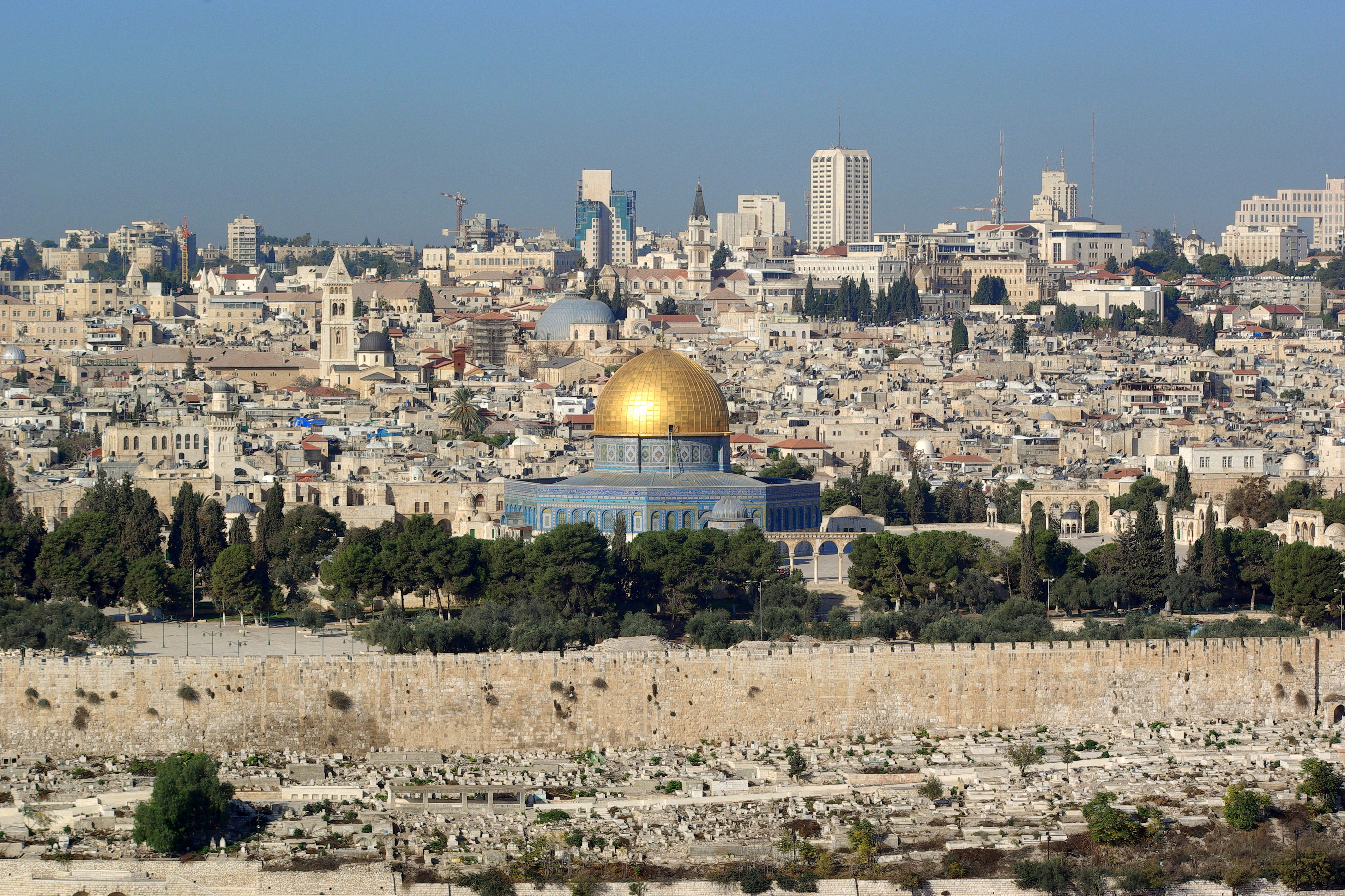
耶路撒冷舊城
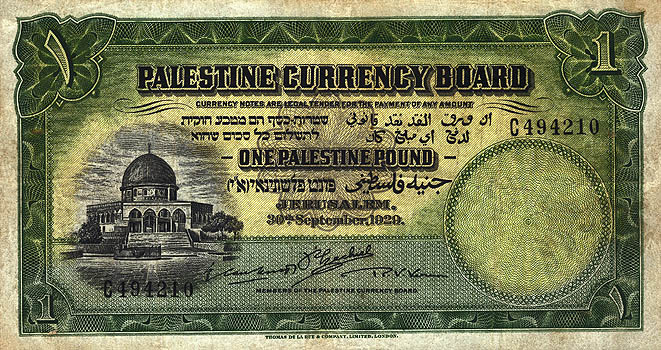
1929年的巴勒斯坦紙鈔
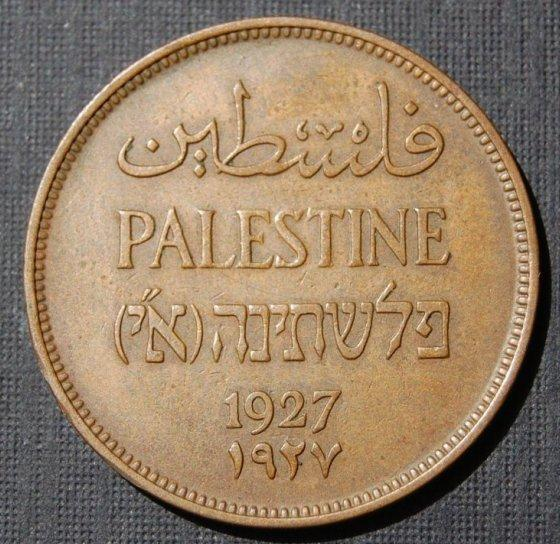
1927年巴勒斯坦幣
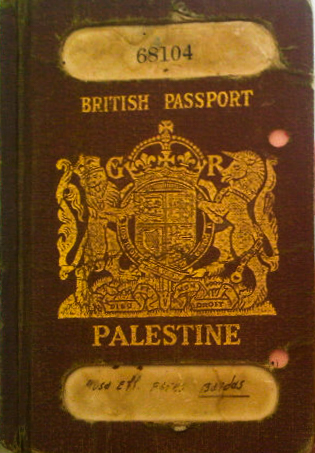
英國託管時期的巴勒斯坦護照
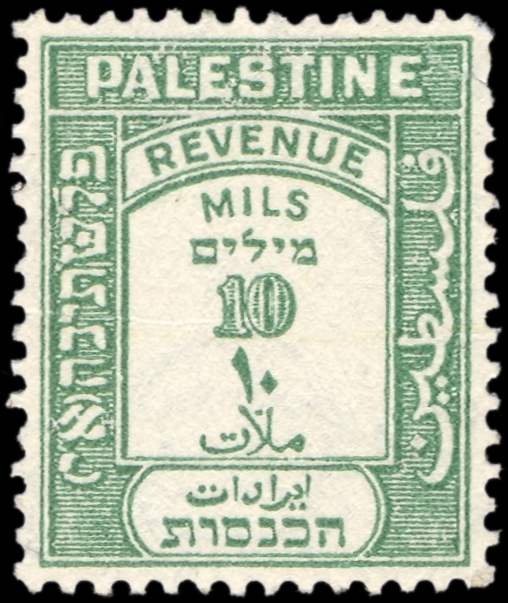
1928年的巴勒斯坦郵票
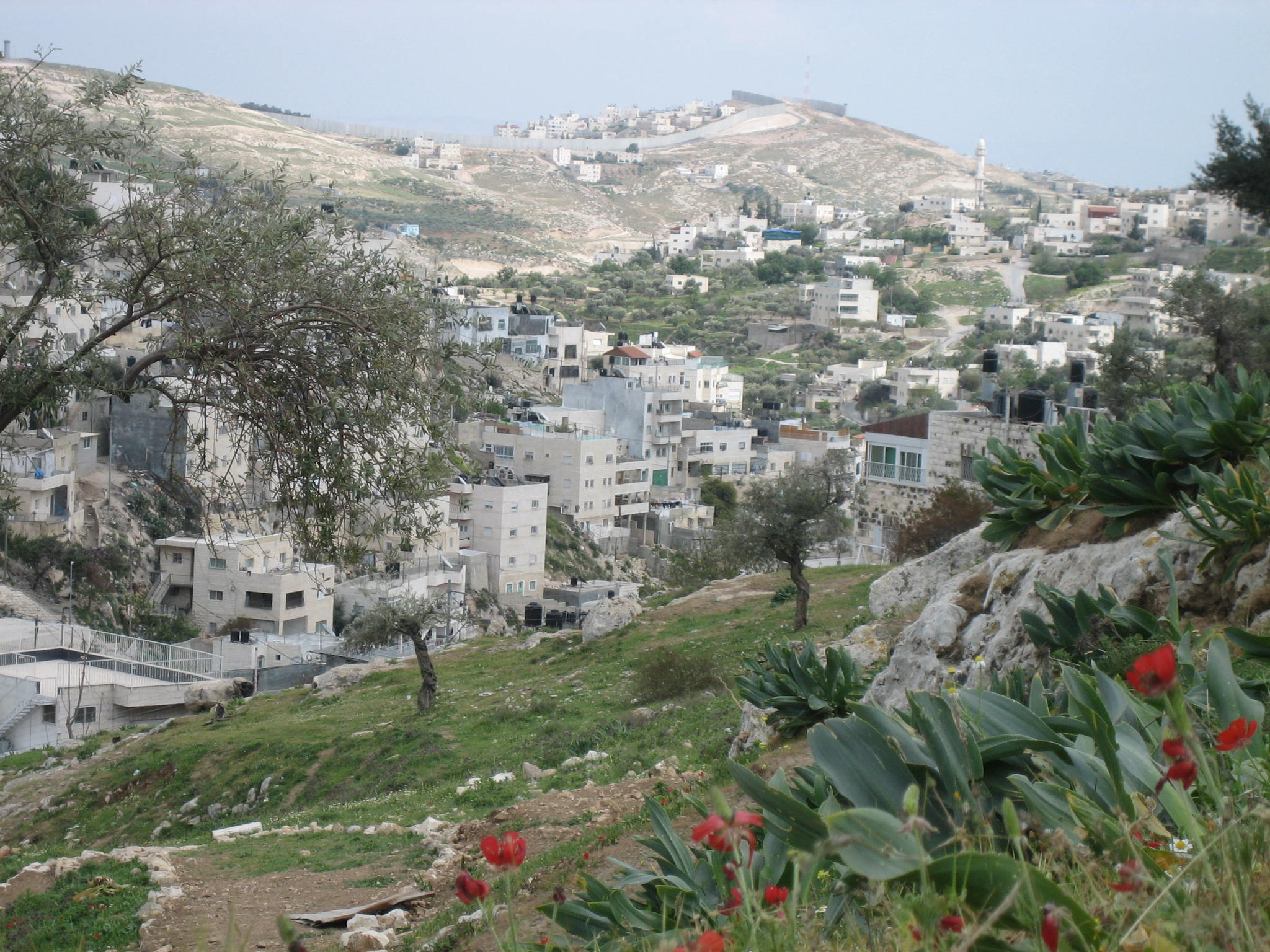
住宅區
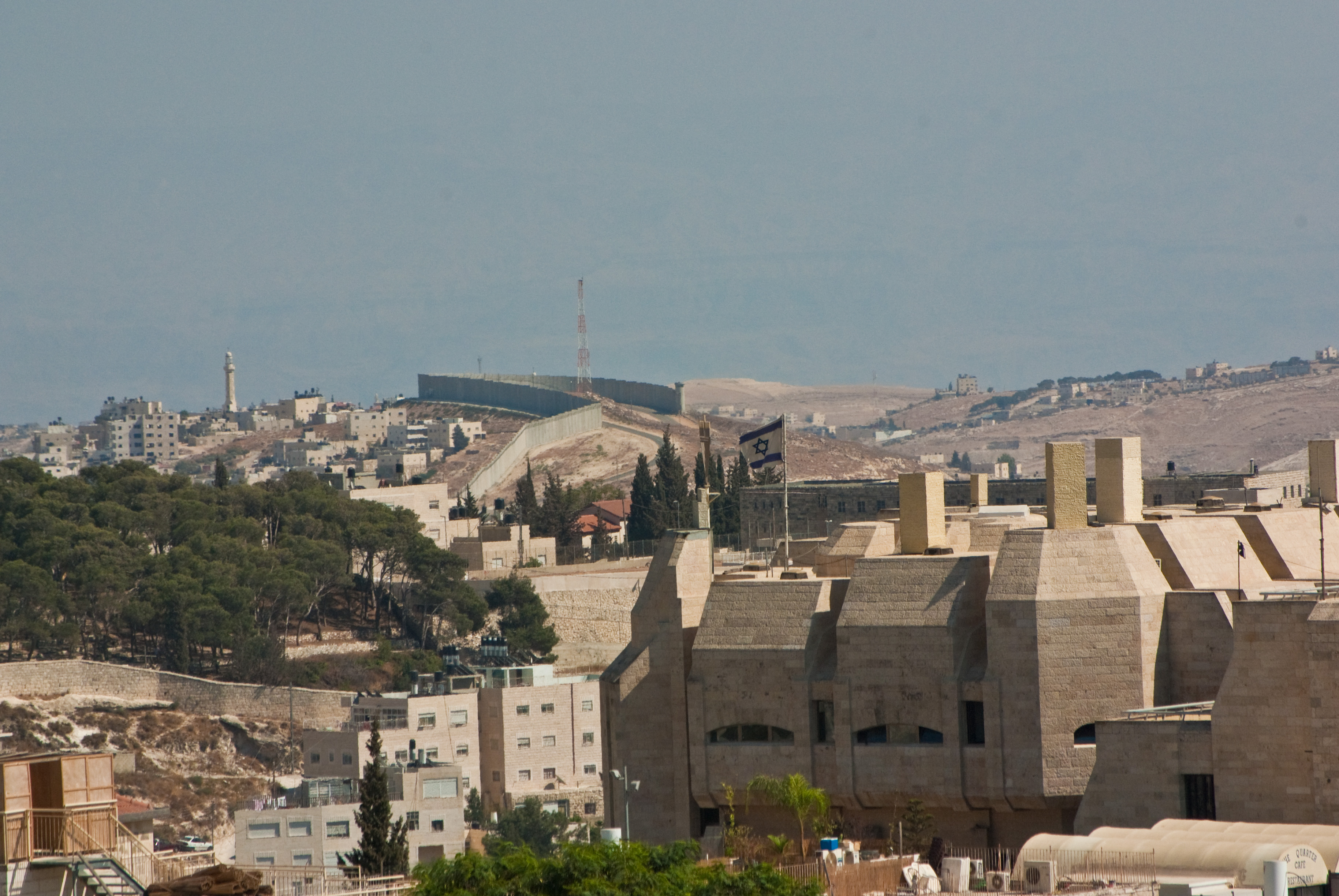
和以色列的邊境線
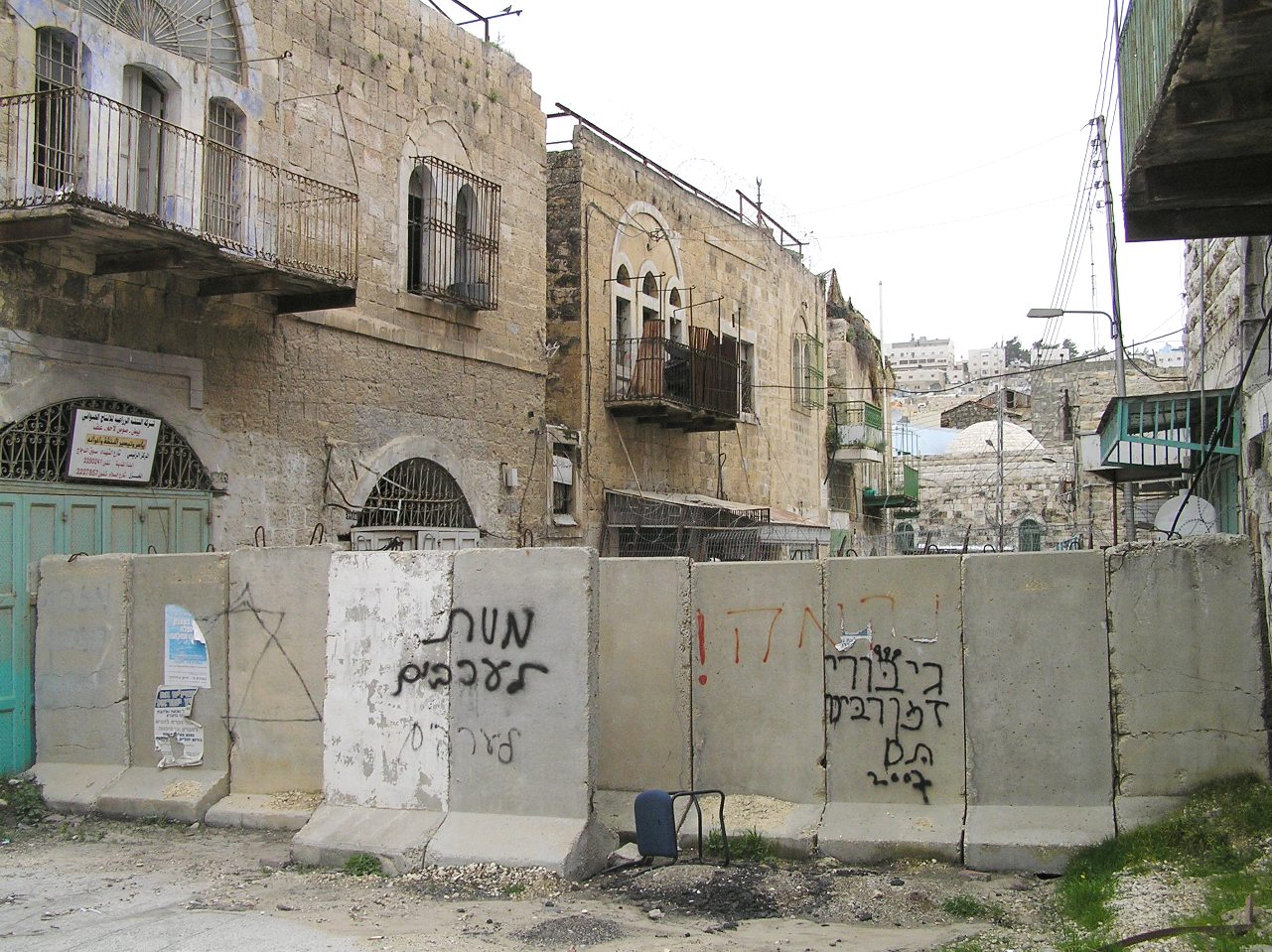
以色列路障區
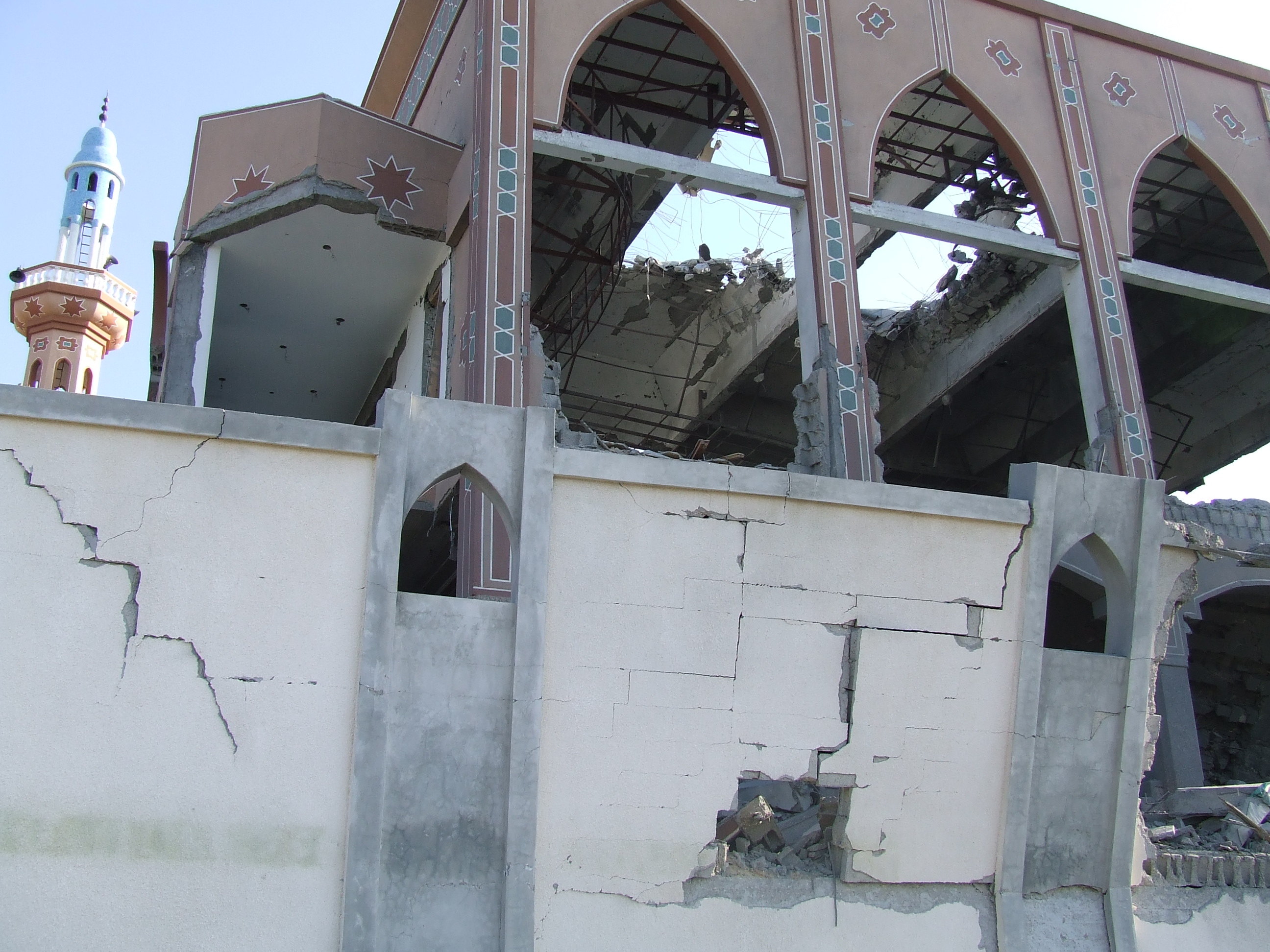
西岸地區戰亂廢墟
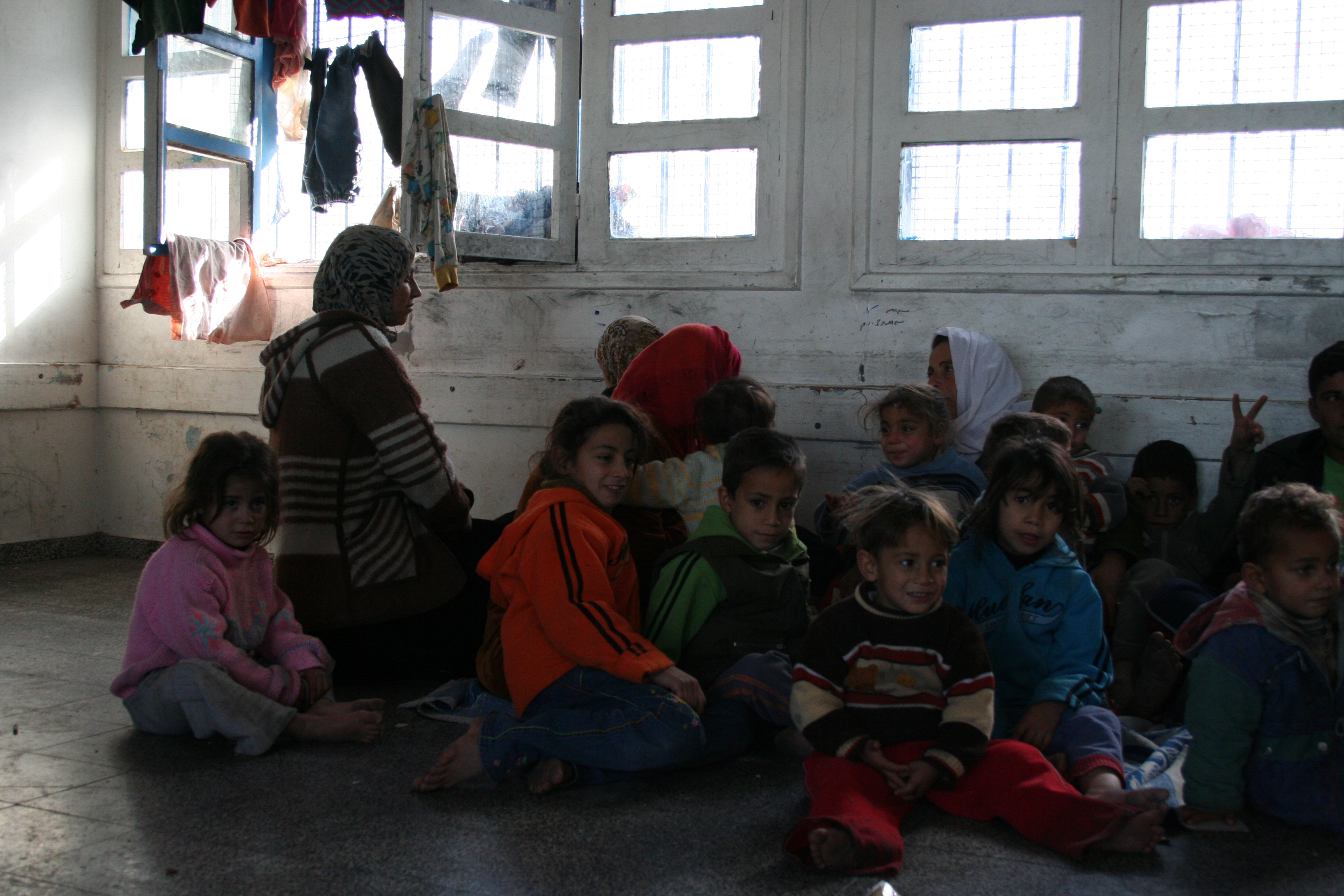
學校
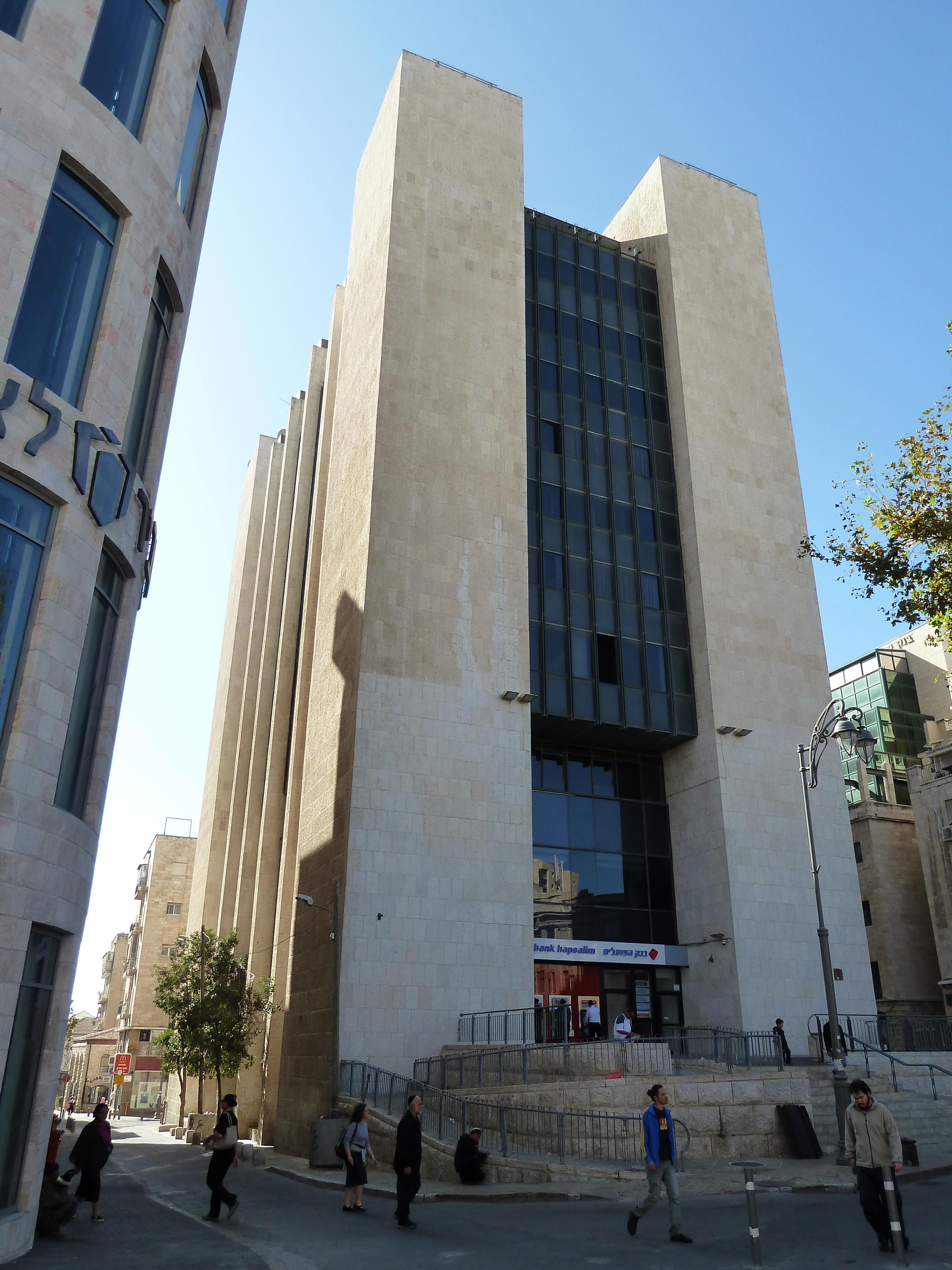
錫安廣場銀行

## 政治

### 国家领导人与政府
巴勒斯坦政府为巴勒斯坦民族权力机构，立法机关为巴勒斯坦立法會（国会）。巴勒斯坦总统为馬哈茂德·阿巴斯。

### 政治派别
巴勒斯坦的政治派别主要有法塔赫（隸屬於巴解組織）、哈马斯以及其他一些小的党派或武装组织。巴勒斯坦解放組織由若干个政治及军事组织组成。

#### 巴勒斯坦解放組織
巴勒斯坦解放組織（巴解，以法塔赫為主），是一個巴勒斯坦阿拉伯人的政治及準軍事組織，著名的巴勒斯坦政治家亞西爾·阿拉法特2004年逝世前一直是主要領導人。他們專注於以約旦河至地中海一帶土地組成建立一個獨立的巴勒斯坦國，1988年宣布立國後承認以色列及放棄恐怖主義，並主張透過和平談判達致立國，以1967年六日戰爭前的領土控制範圍作為邊界。因此與更激進的哈馬斯常有衝突，哈馬斯主張全面用武力直接消滅以色列。
由於巴解堅持巴勒斯坦必須擁有整個耶路撒冷（以色列拒絕放棄其主權），導致跟以色列的談判十多年來長期陷入僵局，但因為哈馬斯的關係，以色列始終視之為談判對象，但維持強硬態度。近年積極改善跟西方和周邊國家的關係，以換取更大的支持和承認。目前控制約旦河西岸部分地區。

#### 伊斯蘭抵抗運動（哈馬斯）
哈马斯成立于1987年，是巴勒斯坦的一个伊斯兰运动组织和政党，主張消滅以色列，並在巴勒斯坦全境建立伊斯蘭主義國家，與法塔赫及巴勒斯坦解放組織為首的自治民族權力政府分庭抗禮。
该组织走向两个极端：一面从事慈善事业，另一面进行對以色列的攻擊活动。部分同情巴勒斯坦的人特别是穆斯林人士往往认为哈马斯是反以英雄，以色列和大多數西方國家政府一直定性哈马斯是恐怖组织。許多阿拉伯國家對哈馬斯與穆斯林兄弟會等伊斯蘭主義組織不滿，在以色列攻击哈马斯时亦谴责哈马斯。
2006年1月26日，主張消滅以色列的哈马斯在巴勒斯坦第二次立法委员会选举中获胜，对巴以局势产生巨大波动。2007年6月，哈馬斯通过加沙之战在法塔赫手中夺得加沙地带的控制权。哈馬斯其後清除加薩走廊所有法塔赫活躍分子及猶太人，徹底控制加沙，以色列其後對加沙進行封鎖，埃及亦關閉邊境，僅限於運送人道物資至今。

## 經濟
由於受巴以衝突影響，巴勒斯坦一直未能形成完全独立的经济体系。外国直接投资几乎不存在。除了农业，巴勒斯坦的收入還依賴於国际社会的援助以及以色列或其他地方巴勒斯坦勞工的收入。

## 外交

巴勒斯坦国的国际承认情况
巴勒斯坦国
已承认巴勒斯坦的国家
宣布即将承认巴勒斯坦的国家
宣布有条件即将承认巴勒斯坦的国家（英国、加拿大）
未承认巴勒斯坦的国家

截至2024年6月，巴勒斯坦国已获得146个联合国会员国、聖座（梵蒂岡）和阿拉伯撒哈拉民主共和國的全面外交承认。

### 歐洲
2014年10月30日，瑞典正式承认巴勒斯坦国家地位，成为第一个正式承认巴勒斯坦国的北欧与歐盟国家。2014年12月17日，歐洲議會也以498票贊成、88票反對、111票棄權，原則上支持承認巴勒斯坦國的國家地位。至今有包含瑞典、英國、法國、愛爾蘭、西班牙、葡萄牙等國會都已表決通過承認巴勒斯坦國的國家地位。部分東歐國家在共產黨統治時期已承認巴勒斯坦国家地位。
2015年5月14日，聖座签署了一项条约，正式承认巴勒斯坦国。根据该条约，梵蒂冈赞成解决以巴冲突的两阶段方案。而此條約在2016年1月3日正式生效。
2024年5月22日，挪威、愛爾蘭、西班牙宣布承認巴勒斯坦國。 隨後以色列正在將駐挪威及愛爾蘭代表召回。

### 亞洲
1988年11月20日，中華人民共和國宣布承认巴勒斯坦的國家地位，两国建立外交關係。
馬來西亞與巴勒斯坦之間亦相互支持。馬來西亞、汶萊和印尼至今一直拒絕承認以色列。

## 地理

### 位置
巴勒斯坦国北邻以色列与叙利亚，东邻约旦，南邻埃及。约旦河西岸地區是內陸國。
巴勒斯坦国的西岸东边为约旦河，约旦河以及死海的中心线为巴勒斯坦国与约旦的分界线。

### 气候
巴勒斯坦国的气候主要为地中海型气候，特征为夏季漫长而又炎热少雨，冬季较为短暂且凉爽多雨。

### 行政区划
巴勒斯坦共划分为16个省。（图中綠色地区是巴勒斯坦自治政府实际控制區域）

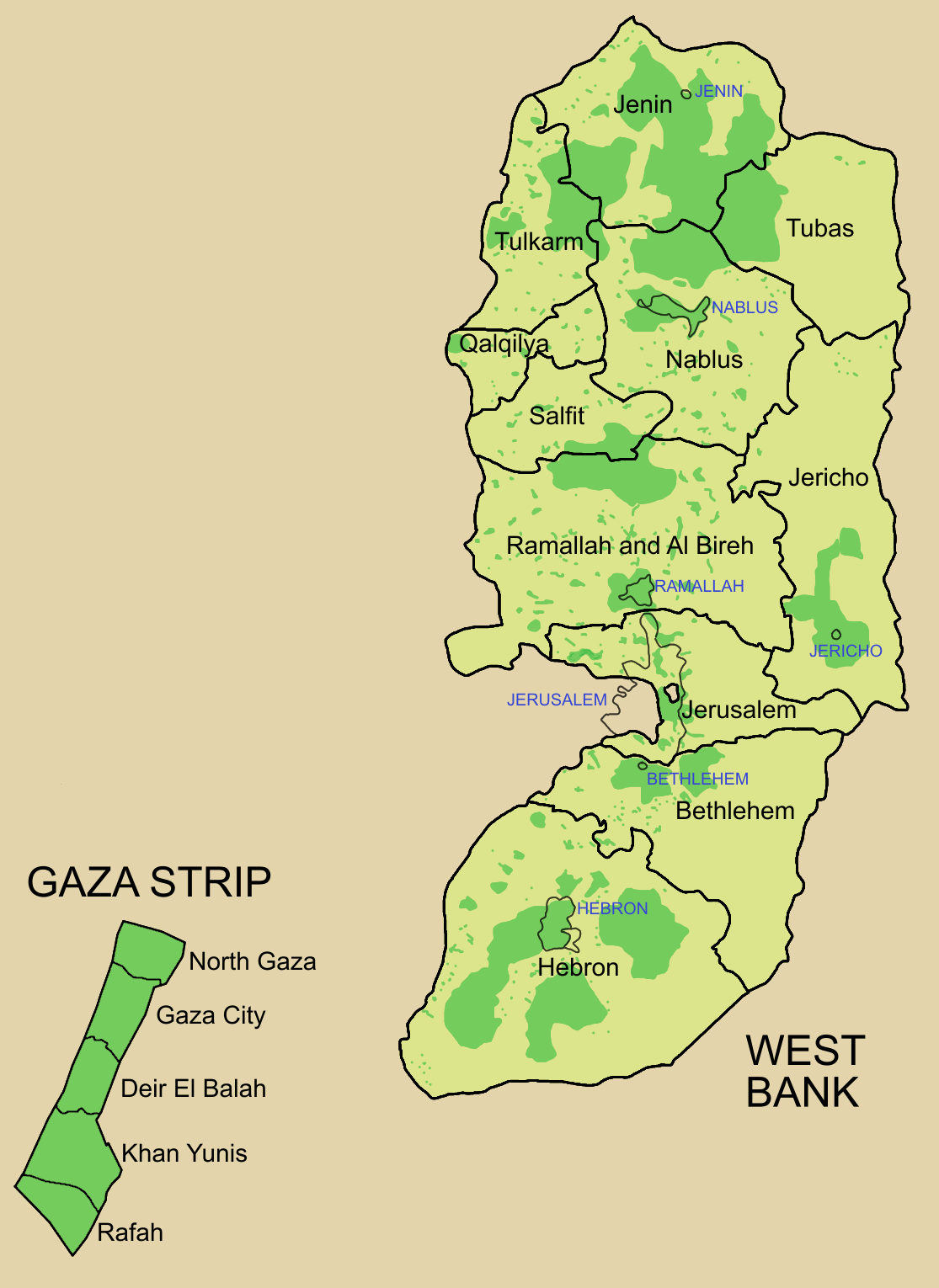
巴勒斯坦所屬的西岸及加沙地帶之選舉地圖。綠色地区是巴勒斯坦自治政府的控制區域，淺黄色則是以色列政府实际控制的行政分區，蓝色为城市名称

- 约旦河西岸
  - 圖巴斯省
  - 杰寧省
  - 图勒凯尔姆省
  - 盖勒吉利耶省
  - 納布盧斯省
  - 萨尔费特
  - 拉马拉和比雷赫省
  - 杰里科
  - 耶路撒冷省
  - 伯利恆省
  - 希伯崙省
- 加沙地带
  - 北加沙省
  - 加沙省
  - 代尔拜莱赫省
  - 汉尤尼斯省
  - 拉法省

## 人口統計
| 人口（每年的中期）           | 人口（每年的中期） | 人口（每年的中期） | 人口（每年的中期） |
| 年份                         | 约旦河西岸         | 加沙地带           | 总共               |
| ---------------------------- | ------------------ | ------------------ | ------------------ |
| 1970                         | 69万               | 34万               | 103万              |
| 1980                         | 90万               | 46万               | 136万              |
| 1990                         | 125万              | 65万               | 190万              |
| 2000                         | 198万              | 113万              | 311万              |
| 2004                         | 220万              | 130万              | 350万              |
| 2008                         | 241万              | 150万              | 391万              |
| 2010                         | 252万              | 160万              | 412万              |
| 以上来源：美国人口调查局     |                    |                    |                    |
| 2006                         | 250万              | 150万              | 400万              |
| 2009                         | 248万              | 145万              | 394万              |
| 以上来源：巴勒斯坦中央统计局 |                    |                    |                    |

巴勒斯坦宗教（2014年）

### 人口
根据巴勒斯坦政府中央统计局的统计，在2009年中期，巴勒斯坦人共有1070万，其中390万（36.6%）居住在巴勒斯坦国国内，120万居住在以色列，500万（46.2%）居住在阿拉伯国家，60万（5.7%）居住在其他国家。
根据《卫报》2008年的报道，巴勒斯坦国是世界上人口增长最快的一批国家之一，在2008年之前的20年中增长了30%。同时目前（指报道发行的那一年——2008年）在约旦河西岸、加沙地带、东耶路撒冷有376万巴勒斯坦人，而十年前（指1998年）是289万。
根据联合国2010年的报道，巴勒斯坦国的人口为440万。
根据巴勒斯坦中央统计局的统计，2009年巴勒斯坦国的平均人口密度为654人/平方公里，其中约旦河西岸和东耶路撒冷的平均人口密度为433人/平方公里，加沙地带的人口密度为4073人/平方公里。
2021年巴勒斯坦國人口為 5,227,193人。  

### 宗教
巴勒斯坦人口中有93％是穆斯林，絕大多數都是遜尼派伊斯蘭教，也有一小部分阿赫邁底亞派和無教派穆斯林（15％）。巴勒斯坦基督徒佔6％人口，德魯茲人和撒馬利亞人佔1％人口。

### 語言
阿拉伯語是巴勒斯坦的官方語言，當地居民大多使用巴勒斯坦阿拉伯語。希伯來語和英語也被廣泛使用。希伯來語是約占16%人口的以色列人的主要語言，也是許多巴勒斯坦人的第二或第三語言。

## 自治
自從1988年《獨立宣言》發表至今，巴勒斯坦仍舊是一個尚未完全獨立的國家，擁有自己的維安部隊，亦可發出護照及獨自參加國際體育賽事，但實際上財政及軍事仍然受到以色列控制，居民出國仍需通過以色列的核准。目前歐洲議會已承認其國家地位，但仍將哈馬斯列為恐怖組織。
2005年，以色列撤走加沙地带的駐軍與墾民區，但保持控制领空、海岸線及邊境。
2007年1月15日，巴勒斯坦自治政府主席马哈茂德·阿巴斯在拉姆安拉會見到訪的美國國務卿康多莉扎·賴斯時表明不會接受現在的臨時邊界而立國，更提出以1967年六日戰爭前的疆域作為邊界，即完全控制西岸（包括東耶路撒冷）及加沙地带。